# Inostemma yuasai
Inostemma yuasai är en stekelart som beskrevs av Ishii 1953. Inostemma yuasai ingår i släktet Inostemma och familjen gallmyggesteklar. Inga underarter finns listade i Catalogue of Life.